# George Bent
George Bent (1843-1918):xiii  med en amerikansk far og en mor fra cheyenne-stammen var en unik skildrer af cheyennernes historie fra gammel tid, som fortalt af dem selv, og frem til livet i et reservat.

## Barndom
George var søn af William Bent, den ene af to brødre, der i fællesskab drev handelsstationen Bent’s (Old) Fort i Colorado.:vi  Hans mor var Owl Woman, der var datter af de sydlige cheyenners pilevogter (”ypperstepræst”) White Thunder.:v  Sin tidlige barndom tilbragte George i fortet på prærien, hvor cheyenner, arapahoer og andre indianske folk slog lejr for at handle,:68  hvorefter han og lillebroren Charles blev sendt til en skole i Missouri.:vi 

## Et liv blandt sin mors folk
I starten af borgerkrigen meldte han sig til sydstatshæren, men han fik snart nok og vendte tilbage til Colorado i 1863. For at undgå problemer med de lokale hvide, der støttede nordstaterne, opsøgte George cheyennerne og levede et liv som dem med bisonjagter og lejrflytninger.:vi  Blandt cheyennerne hed han Beaver.:388 

## Vendepunktet
George opholdt sig i Black Kettles lejr ved Sand Creek, da den blev angrebet af Chivingtons hær af ”100 dages frivillige” i 1864.:149  Såret flygtede han med resten af de overlevende efter massakren:152 , hvorpå han afbrød forbindelsen til de hvide.:vii 

## Kriger
George fulgtes med cheyennerne, hørte om disses hævntogter mod de hvide og lærte detaljer om kampene med den amerikanske hær, som ingen amerikansk rapport om sammenstødene kunne indeholde. Ved lejlighed red han selv i kamp som medlem af kriger-selskabet The Elks.:337  Han deltog f.eks. i kampen ved Platte Bridge i 1865,:219  ligesom han red ind i slag mod de hvide planlagt af Roman Nose.:239 

## Informant og brevskriver senere i livet
George Bent tilbragte sin alderdom i Washita County i de sydlige cheyenners reservat i Oklahoma sammen med sin kone Magpie.:33 
Med sin unikke baggrund hjalp George Bent interesserede amerikanere som George Bird Grinnell og George E. Hyde, der søgte viden om alle aspekter af cheyennernes liv.:vii  Vokset op med en fod i to verdener kunne han på et præcist engelsk gengive, hvad han selv havde set og oplevet, vidste af erfaring eller havde hørt slægtninge, venner og bekendte i cheyenne-stammen fortælle ham uden brug af en tolk med risiko for misforståelser og tabte nuancer.
Fra 1905 og næsten til sin død i 1918 skrev George Bent detaljerede breve, til tider ledsaget af tegnede kort med angivelse af ruter og lejrpladser brugt af cheyennerne, til George E. Hyde.:xiii  Brevene danner grundlag for bogen ”Life of George Bent. Written From His Letters”, der straks fra udgivelsen i 1968 blev hyldet som en klassiker.